# Susana Escudero
Susana Escudero (Palencia, 1972) es una periodista y comunicadora española especializada en divulgación científica.

## Biografía
Se licenció en Filología Inglesa en 1995 en la Universidad de Valladolid, pero desde comenzó los estudios en 1990 comenzó simultáneamente a trabajar en periodismo. Gracias al apoyo de la Asociación Cultural Universitaria Palentina, ACUP, en primero de carrera pudo hacer un programa sobre temas universitarios en Radio Nacional, junto con Carmen Cuesta. En segundo de carrera, en 1991, continuó haciendo radio en Antena 3 Radio, en el programa "Con Folios y a lo loco" y continuó con unas prácticas de verano en Antena 3 Radio Palencia en 1992.
Desde ese momento continuó trabajando en la radio, excepto un breve paréntesis en el año 2000 en el que trabajó durante unos meses en una discográfica en Madrid, de donde se trasladó a Granada, donde también hizo algo en Localia TV. No fue hasta 2006 en que conoció a Emilio García, comunicador y divulgador de ciencia, cuando comenzó a hacer programas de radio de difusión y comunicación científica, que es a lo que se ha dedicado desde entonces.
En 2017 cursó un Máster sobre Antropología Forense en la Universidad de Granada, cuyo TFM versó sobre cómo los medios de comunicación habían tratado la exposición "Momias" que se organizó en el Parque de las Ciencias de Granada.

## Trayectoria profesional
Desde sus precarios comienzos profesionales en  Cadena Ser Palencia en el programa A vivir que son dos días, pasó a una situación profesional más estable como coordinadora en Cadena Dial Palencia donde permaneció hasta 2000, momento en que pasó a formar parte de una discográfica en Madrid durante unos meses, desde donde pasó a trabajar en Radio Granada, de la cadena Ser, donde pasó dos temposadas trabajando en programas como Hoy por Hoy, con Toni Portillo, o incluso en Localia TV, donde también formó parte de un programa cultural.
En 2002 inició su trayectoria en Canal Sur Radio como directora de su magazine informativo donde continúa trabajando.
Su primer contacto con la ciencia se produjo a través de Antxon Alberdi, director del IAA-CSIC y Emilio García, con quienes se puso en contacto para hacer un programa sobre astronomía. Así, a partir de 2011 y en colaboración con Emilio García, comenzaron a añadir contenidos científicos y se mantuvieron dos temporadas en el espacio "A 8 minutos luz". Posteriormente crearon el espacio "El platillo alpujarreño", dentro del programa "La hora del verano" donde hablaban de materia oscura, agujeros negros, planetas, etc.
Posteriormente en Radio Andalucía Información (RAI) hicieron un programa de entretenimiento y divulgación científica, "El Radioscopio", en el que se desarrollaban temas relacionados con la ciencia mediante la magia. Este programa se mantuvo en antena 10 años.
Sin embargo, simultáneamente a estos programas sobre ciencia, no ha dejado su trabajo como coordinadora de los informativos de Radio Granada que comenzó en 2017.
Forma parte del programa Naukas y ya en 2017 emitieron un programa en directo desde El Radioscopio. En 2018 comenzó con un blog sobre zoología, astronomía, antropología, etc. y en 2018 colaboró con su primera conferencia en Naukas en Bilbao con "La mujer más fea del mundo" y en Pamplona con "Mis terrores favoritos".
En 2017  dio su primera charla de divulgación en "Desgranando ciencia", con Óscar Huertas, y en 2019 formó parte junto con Emilio García, Manuel González y Natalia Ruiz Zelmanovich del proyecto "El Enigma Agustina” en triformato.
En 2021 impartió la charla en Naukas con Guillermo Peris con el título "JB55 y Vampiros del siglo XIX" sobre genética y antropología.
Asimismo forma parte del proyecto Las que cuentan ciencia, nacido como Naukas Córdoba en 2019 pero que se ha convertido en una marca independiente, de formato totalmente femenino.
Además de su faceta periodística y de divulgación, también imparte cursos de formación sobre periodismo y comunicación junto a Carlos Centeno, responsable de divulgación científica de la Oficina de Gestión de la Comunicación de la Universidad de Granada.

### Congresos y Jornadas
Ha participado, entre otros, en las siguientes jornadas y congresos:
- 2021. Encuentro Comunicar ciencia en red 2021. Universidad de Castilla – La Mancha, 28 y 29 de octubre de 2021. Talleres: La radio. Ciencia para tus oídos.[9]

- 2021. Ciclo de conferencias "Un año de periodismo en pandemias".[10]

- 2022. Ciencia en redes. Más Ártico en Menos palabras: cuando la ciencia nos abriga. José María Montero y Susana Escudero, Canal Sur.[11]

- 2023. Naukas, Bilbao. Granjas de cadáveres.[7]

## Premios y reconocimientos
- 2016. Premio Prismas bronce para el programa de radio "Manipulación de la memoria", emitido en "El radioscopio", de Radio Andalucía.[12]

- 2018. Premio Prismas de bronce para el Mejor Programa de Radio por “Radioscopio: viaje a Lovaina”, con García Gómez-Caro y José M. Álvarez Estévez.[13]

- 2018. XXXIII edición del Premio Andalucía de Periodismo, que otorga la Junta de Andalucía, al programa El Radioscopio, dirigido por Susana Escudero.[14]

- 2019. Premio Prismas por el proyecto El Enigma Agustina.[3]